# 田村明彦
田村 明彦（たむら あきひこ、1955年8月23日 - ）は、日本の実業家。テレビ東京初代アニメ局長、BSテレビ東京代表取締役社長を経て、同社代表取締役会長。

## 人物・経歴
東京都出身。1979年上智大学法学部卒業、テレビ東京入社。上智大学シネマ愛好会出身。2002年テレビ東京営業本部営業局次長兼業務推進部長。2005年テレビ東京営業局長兼BS業務推進本部副本部長。2008年テレビ東京取締役営業局担当補佐兼BS業務推進本部担当補佐。2009年テレビ東京取締役営業局担当補佐兼アニメ局長（初代）。
2009年テレビ東京上席執行役員アニメ局長兼営業局担当補佐。2010年テレビ東京ホールディングス参与 統合推進室。2012年テレビ東京常務取締役営業局、ネットワーク室担当。2013年テレビ東京ホールディングス常務取締役営業統括補佐、コンテンツ、事業、アニメ統括兼メディア・アーカイブセンター担当。
2016年テレビ東京ホールディングス専務取締役営業、ソフトライツビジネス・ビジネス開発統括、メディア・アーカイブ、ネットワーク担当、テレビ東京専務取締役。2019年テレビ東京ホールディングス専務取締役営業、コンテンツ戦略、スポーツ・五輪統括、BSテレビ東京代表取締役社長、テレビ東京参与。2020年テレビ東京ホールディングス参与。
2022年6月13日付でBSテレビ東京代表取締役会長に就任。

## 参加作品
- ソ・ラ・ノ・ヲ・ト（企画）
- 劇場版ポケットモンスター ダイヤモンド&パール アルセウス 超克の時空へ（製作）
- ピラメキ子役恋ものがたり〜子役に憧れるすべての親子のために〜（製作）
- 閃光のナイトレイド（企画）
- 10thアニバーサリー 劇場版 遊☆戯☆王 〜超融合!時空を越えた絆〜（製作）
- 最強武将伝 三国演義（製作）
- 劇場版ポケットモンスター ダイヤモンド&パール 幻影の覇者 ゾロアーク（製作）
- 劇場版 銀魂 新訳紅桜篇（製作）
- 劇場版イナズマイレブン 最強軍団オーガ襲来（製作）
- 劇場版イナズマイレブンGO 究極の絆 グリフォン（製作）
- マジック・ツリーハウス（製作）
- 蜩ノ記（製作）
- マダム・マーマレードの異常な謎（製作統括）